# Neobrettus tibialis
Neobrettus tibialis is een spinnensoort in de taxonomische indeling van de springspinnen (Salticidae).
Het dier behoort tot het geslacht Neobrettus. De wetenschappelijke naam van de soort werd voor het eerst geldig gepubliceerd in 1978 door Jerzy Prószyński.